# Der Tröpfler

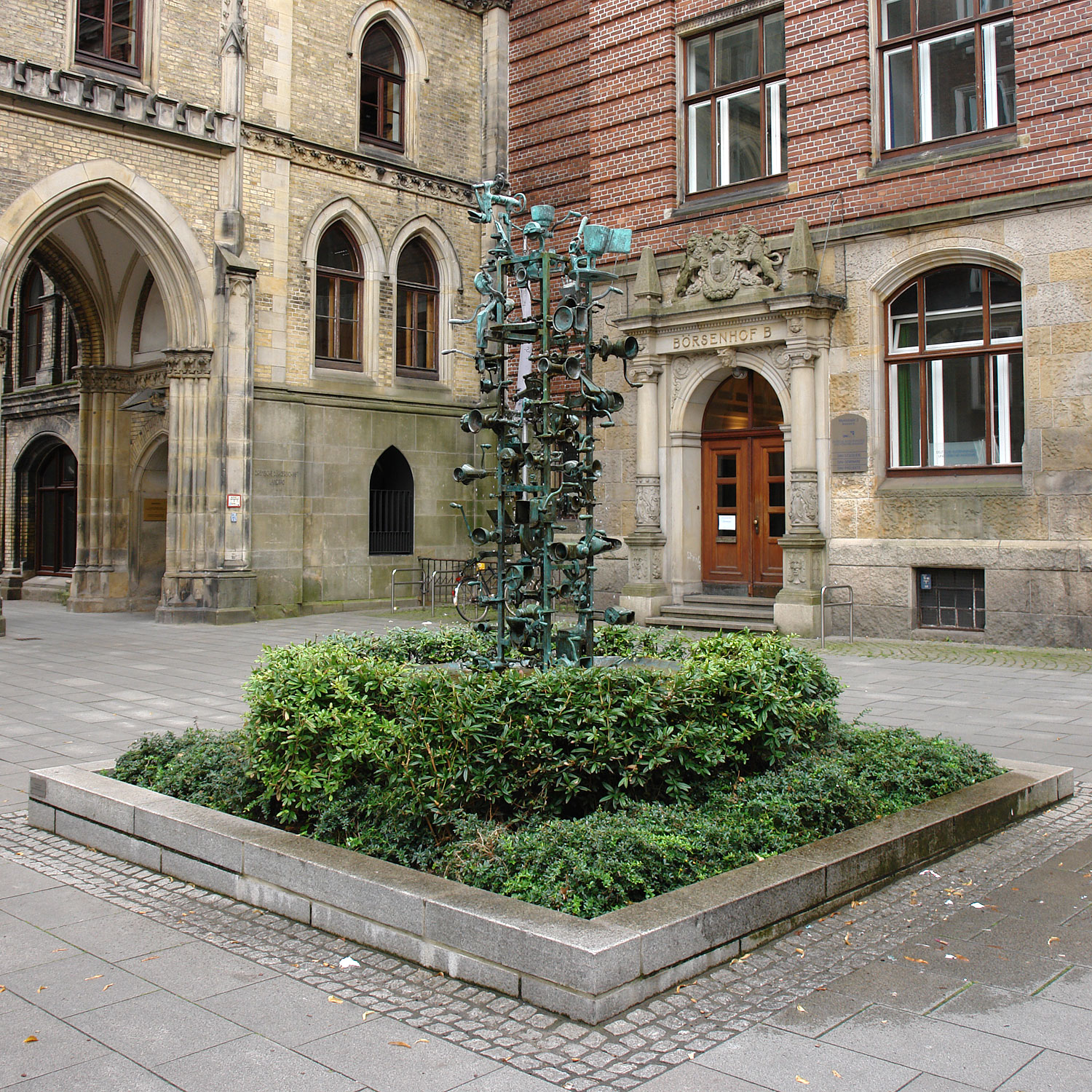
Der Tröpfler

Der Brunnen mit der Skulptur Der Tröpfler „Il gocciolatoio“ steht in Bremen - Mitte an der Marktstraße vor dem Eingang zum Börsenhof. Er wird in der Liste der Brunnen der Stadt Bremen geführt. 
Die erste Version der Skulptur aus Bronze von 1962 nach einem Entwurf des Künstlers Daniel Spoerri wurde 1990 angekauft und 2004 aufgestellt. Anlass war die Umgestaltung des Börsenhofes beim Haus der Bürgerschaft, als die Kulturbehörde mit Unterstützung durch die Stiftung Wohnliche Stadt den Frischwasserbrunnen realisierte. Die technische Umsetzung oblag dem Architekten Johannes Schneider. Zwei weitere Exemplare der Skulptur stehen in einem Privatgarten sowie in Spoerris Skulpturengarten Il  Giardino bei Seggiano, südlich von Siena.
Die Kulturbehörde erläutert u. a.: „Aus der Mitte des tellerähnlichen Beckens ragen senkrechte Vierkantstäbe, die parallel zueinander stehen und dadurch ein Rechteck bilden. An diese Vierkantstäbe sind Fleischwölfe montiert.... An einigen Stellen werden menschliche Hände und Füße durch den Wolf gedreht. Trotz der makabren Verbindung von Fleischwölfen und menschlichen Gliedmaßen weist der Brunnen eine filigrane Struktur auf“.
Der Schweizer Künstler Spoerri (* 1930), bedeutender Vertreter der Objektkunst, wirkte in Paris, Frankfurt am Main, Düsseldorf, Köln und in der Toskana. Seine Werke finden sich in ganz Europa, aber auch im MoMa in New York und in Japan. Er ist Mitbegründer der Künstlergruppierung Nouveau Réalisme und gilt als Erfinder der Kunstrichtung Eat-Art (Ess-Kunst).